# John Thomson Mason (Politiker, 1787)

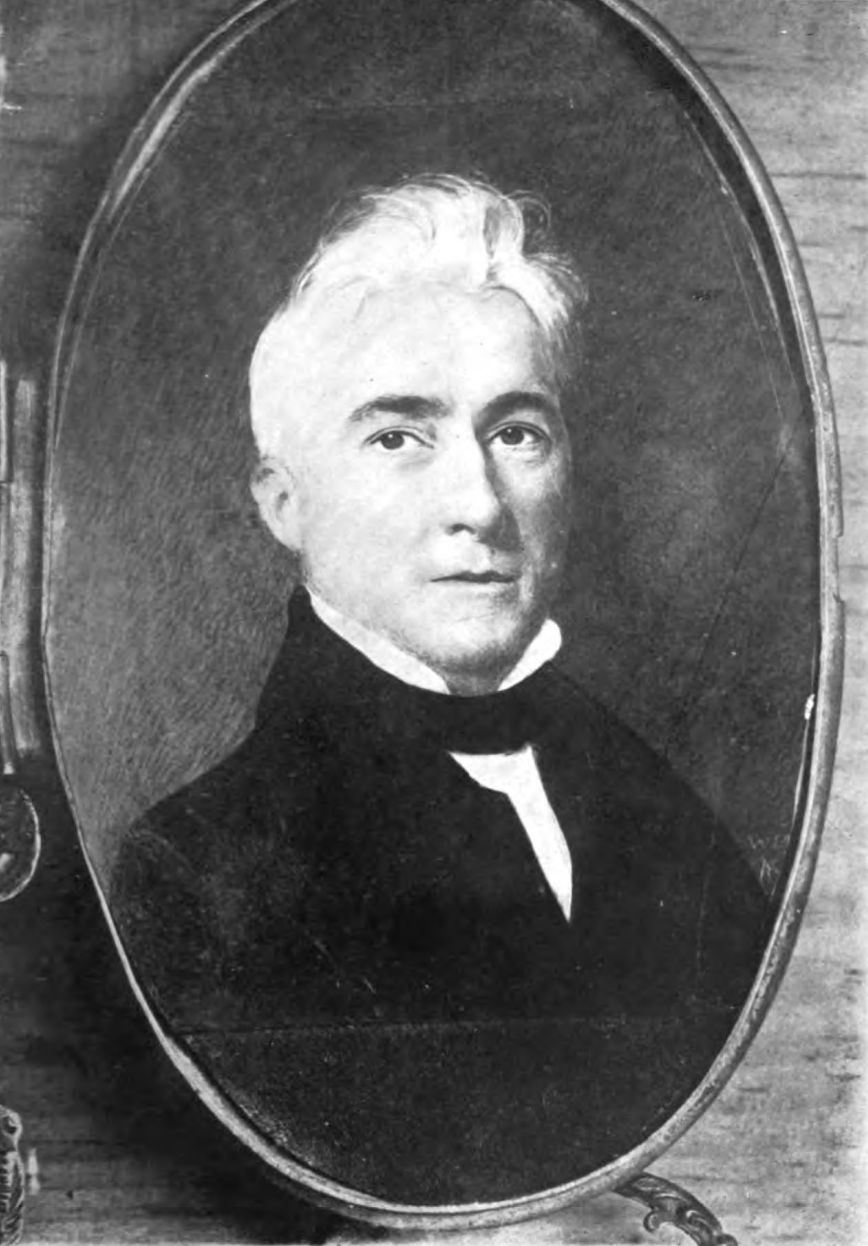
John Thomson Mason

John Thomson Mason (* 8. Januar 1787 bei Raspberry Plains, Loudoun County, Virginia; † 3. Mai 1850 in Galveston, Galveston County, Texas) war ein US-amerikanischer Politiker, früher Grundstücksmakler und Revolutionär in Texas.

## Werdegang
Mason zog 1812 nach Lexington, Kentucky, wo ihn 1817 US-Präsident James Monroe zum US-Marshal ernannte. Dreizehn Jahre später ernannte ihn US-Präsident Andrew Jackson zum Secretary of the Territory of Michigan und zum Inspektor in Indianerangelegenheiten, eine Position, von der er 1831 zurücktrat, um vertraulicher Agent der Galveston Bay and Texas Land Company zu werden. Die Company wurde geschaffen, um an den Besitz der Industriellen Lorenzo de Zavala, David G. Burnet und Joseph Vehlein zu kommen, der geschätzt zwanzig Millionen Morgen umfasste. Mason, der im Auftrag der Company in Mexiko-Stadt war, fand heraus, dass ein Gesetz vom 6. April 1830 die Übertragung von Land an ausländische Unternehmen verhinderte. Bei seiner zweiten Reise nach Mexiko 1833 half er, den Gesetzesabschnitt aufzuheben, der den Vereinigten Staaten verbot, das Land zu besiedeln. Anschließend trat er von seinem Posten zurück, um seine einzelnen Ländereien voranzutreiben.
Mason erwarb von der Regierung 300 Leagues Land, das ursprünglich für die Armee bestimmt war, und zusätzlich 100 Leagues von Einzelpersonen. Ferner beschäftigte er John Charles Leplicher in New York City als seinen Angestellten im Grundbuchamt und Archibald Hotchkiss als seinen Stellvertreter. Mit der Aufhebung der großen Zuschüsse durch die Revolutionsregierung von Texas wurde Masons Landgeschäft beinahe vernichtet. Leplicher reichte am 16. Februar 1835 gegen Mason in Nacogdoches, Texas, eine Klage auf Zahlung seines noch fälligen Gehalts ein. Von dann bis zum Ende der Revolution in Texas verweilte Mason gewöhnlich in Nacogdoches. Das Committee of Vigilance and Safety machte ihn am 11. April 1836 zum Kommandanten des Nacogdoches District, eine Stellung, von der er zwölf Tage später zurücktrat. Er zahlte 1000 Dollar für das Schiff Liberty, das für die Texas Navy bestimmt war und brachte weitere 500 Dollar für Unkosten der Brutus auf. Einige Zeit nach der Revolution zog Mason nach New York, jedoch kehrte er während der 1840er Jahre mehrere Male nach Texas zurück. Seine letzte Reise nach Texas machte er 1849. Zum Anfang seiner Rückreise verstarb er jedoch 1850 im Tremont House in Galveston an Cholera oder Malaria.

## Familie
Mason war der zweite Sohn des US-Senators Stevens Thomson Mason (1760–1803) und Mary Elizabeth (Armistead) Mason (1760–1825), Enkel von Thomson Mason, Neffe von John Thomson Mason (1765–1824) und Großneffe von George Mason. Ferner war er Cousin ersten Grades von John Thomson Mason, Jr. und Cousin zweiten Grades von Thomson Francis Mason und James Murray Mason. Er war zweimal verheiratet. Seine erste Ehe ging er mit einer gewissen Elizabeth Baker Moir (1789–1839) ein. Nach ihrem Tod heiratete er dann am 29. Juni 1845 eine gewisse Frances (Magruder) Romyn. Er war der Bruder von Catherine Armistead Mason (* 1795), die mit William Taylor Barry verheiratet war, Armistead Thomson Mason und Mary Thomson Mason (1791–1813), die mit Benjamin Howard verheiratet war. Ferner war er der Vater von Stevens Thomson Mason (1811–1843), dem ersten Gouverneur von Michigan.